# نيلسون ألغرين
http://www.youtube.com/@AbdullahMG.Official
كان نيلسون ألغرين (28 مارس 1909 – 9 مايو 1981) كاتبًا أمريكيًا. لربما أكثر ما يُعرف به ألغرين هو رواية الرجل ذو الذراع الذهبية (1949)، رواية فازت بجائزة الكتاب الوطني، واقتُبس عنها فلم يحمل نفس الاسم عام 1955.
وفقًا لهارولد أوغنبروم: «كان في أواخر أربعينيات القرن العشرين وأوائل خمسينياته واحدًا من أشهر كتّاب الأدب في أميركا». كان عشيق الكاتبة الفرنسية سيمون دي بوفوار، ويظهر كأحد شخصيات روايتها المندريون (موظفون حكوميون يعينهم إمبراطور الصين لأداء الواجبات السياسية اليومية)، التي تقع أحداثها في باريس وشيكاغو.
يمكن اعتباره «شاعر المُعدمين»، بناءً على هذا الكتاب [الرجل ذو الذراع الذهبية]، لكن أيضًا بناءً على قصصه القصيرة في صحراء النيون (1947) وروايته جولة على الجانب الوحشي (1956). أُخذ عن الأخيرة فلم يحمل نفس الاسم عام 1962 (من إخراج إدوارد ديميتريك، وسيناريو جون فانتي).

## سيرته الأدبية
كتب ألغرين قصته الأولى، «لذا ساعدني»، عام 1933، بينما كان في تكساس يعمل في محطة وقود. قبل العودة إلى شيكاغو، قُبض عليه وهو يسرق آلة كاتبة من غرفة صف خالية في جامعة سول روس الحكومية في ألبين. صعد على متن قطار من أجل الهرب لكن أُلقي القبض عليه وأُعيد إلى ألبين. أمضى في السجن ما يقارب خمسة أشهر وواجه احتمال عقوبة ثلاث سنوات إضافية في السجن. أُطلق سراحه، لكن تركت الحادثة أثرًا عميقًا عليه. عمّقت تماهيه مع غير المنتمين والآفلين والفاشلين غير المحظوظين الذين ملؤا لاحقًا عالمه الخيالي.
في عام 1935 فاز ألغرين بأول جائزة من ثلاث جوائز أو.هنري عن قصته القصيرة، «منزل الشقيق». نُشرت القصة لأول مرة في مجلة ستوري وأُعيد طباعتها في ديوان فائزي جائزة أو.هنري.

### كتبه الأولى
نبذ ألغرين روايته الأولى، شخصٌ ما ينتعلُ حذاءً (1935)، لاحقًا لأنه اعتبرها بدائية وساذجة سياسيًا، قائلًا أنه أشبعها بالأفكار الماركسية - التي لم يكن يفهمها كثيرًا - لأنها كانت رائجة في وقتها. كان الكتاب غير ناجح وتوقفت طباعته.
وُصفت روايته الثانية، لا تأتي أبدًا أيها الصباح (1942)، من قِبل آندرو أوهاغان عام 2019 «بالكتاب الذي يُظهر حقًا الأسلوب الألغريني بأول ازدهار عظيم له». يصور الحياة السوداوية لملاكم شاب أمريكي بولندي منكوب تحول إلى مجرم. قال إرنست همينغوي، في 8 يونيو 1942، في رسالة إلى ناشره ماكسويل بيركنز، عن الرواية: «أظنها جيدة جدًا جدًا. إنها بجودة وحُسن الأشياء التي تخرج من شيكاغو». أهانت الرواية أفراد من مجتمع شيكاغو الأميركي البولندي الكبير، إذ استنكرها بعض أفراده واعتبروها بروباغندا موالية لدول المحور. بعدم معرفتهم أن ألغرين كان جزئيًا من أصل يهودي، قال بعض سكان شيكاغو الأمريكيين البولنديين الغاضبين بأنه كان مواليًا للنازية الشمالية. حث نقاده الأمريكيون البولنديون العمدة إدوارد جوزف كيلي لحظر الرواية عن مكتبة شيكاغو العامة.
جمعت أول مجموعة قصصية قصيرة له، صحراء النيون (1947)، 24 قصة من عام 1933 إلى عام 1947. في نفس السنة، تلقى ألغرين جائزة من الأكاديمية الأمريكية للفنون والآداب ومنحة من مكتبة نيوبيري في شيكاغو.

### الأشهر
أكثر ما يُعرف به ألغرين هو روايته الرجل ذو الذراع الذهبية (1949)، التي فازت بجائزة الكتاب الوطني عن فئة الخيال عام 1950. بطل الكتاب، فرانكي ماشين، هو عازف طبول (درامز) طموح يعمل موزع ورق في ألعاب القمار غير القانونية. كان فرانكي أسيرًا في عالم شيكاغو اللاأخلاقي، اعتاد على المورفين خلال خدمته العسكرية القصيرة في الحرب العالمية الثانية. متزوج من امرأة، يعتقد بشكل خاطئ أنها أصبحت معاقة في حادث سيارة هو من تسبب به.
كان كتاب ألغرين التالي، شيكاغو، مدينة تسعى بشراسة للنهوض (1951)، عبارة عن مقالة لاذعة أثارت غضب مناصري المدينة لكنها مثلت الأحياء الخلفية للمدينة ومحروميها وسياسييها الفاسدين ونصّابيها. أظهر ألغرين أيضًا حبه للمدينة بقوله «جميلة بشكل حقيقي للغاية».
اقتُبس عن رواية الرجل ذو الذراع الذهبية عام 1955 فلمًا يحمل نفس الاسم، بطولة فرانك سيناترا وإخراج وإنتاج أوتو بريمنغر. انسحب ألغرين لاحقًا من المشاركة المباشرة. حقق الفلم نجاحًا تجاريًا، لكن ألغرين اشمئز منه. قاضى بريمنغر ساعيًا لتوجيه إنذار قضائي لوقفه عن ادعاء حيازة الملكية من خلال جملة «فلم لأوتو بريمنغر»، لكنه سحب دعواه لاحقًا لأسباب مالية.
حصل ألغرين على نجاحه التقليدي الأخير من خلال رواية جولة على الجانب الوحشي (1956). أعاد صياغة بعض المواد من روايته الأولى، شخصٌ ما ينتعلُ حذاءً، بالإضافة إلى اختيار عناصر من عدة قصص قصيرة منشورة، مثل روايته عام 1947 «الوجه الذي على أرضية الحانة». كانت الرواية حول ترحالٍ هائم لمواطن من ولاية تكساس خلال السنوات الأولى للكساد الكبير. قال أنها تفوقت على الكتاب السابق. اقتُبس عنها فلم عام 1962 يحمل نفس الاسم. رأى بعض النقاد أن الفلم كان مُنقَّحًا عن الكتاب، ولم يحقق نجاحًا تجاريًا.
لعب ألغرين دورًا صغيرًا في الفلم الكوميدي فرانك الشجاع (1967) لفيليب كوفمان، كرجل عصابة اسمه نيدلِس.

## روابط خارجية
- نيلسون ألغرين على موقع IMDb (الإنجليزية)
- نيلسون ألغرين على موقع الموسوعة البريطانية (الإنجليزية)
- نيلسون ألغرين على موقع إن إن دي بي (الإنجليزية)
- نيلسون ألغرين على موقع ديسكوغز (الإنجليزية)
- نيلسون ألغرين على موقع قاعدة بيانات الفيلم (الإنجليزية)